# Lisle-en-Rigault
Lisle-en-Rigault är en kommun i departementet Meuse i regionen Grand Est (tidigare regionen Lorraine) i nordöstra Frankrike. Kommunen ligger i kantonen Ancerville som tillhör arrondissementet Bar-le-Duc. År 2022 hade Lisle-en-Rigault 465 invånare.

## Befolkningsutveckling
Antalet invånare i kommunen Lisle-en-Rigault
| Referens: INSEE |